# Oficina General de Misiles
La Oficina General de Misiles (coreano: 미싸일총국) es la oficina especial de Corea del Norte que supervisa el desarrollo de misiles para el Ejército Popular de Corea (EPC). La oficina se observa primero en el lugar de la reunión ampliada del Ejército Central. La Comisión del Partido de los Trabajadores de Corea se celebró el 7 de febrero de 2023 mostrando su propia bandera y probablemente se estableció en noviembre de 2022.

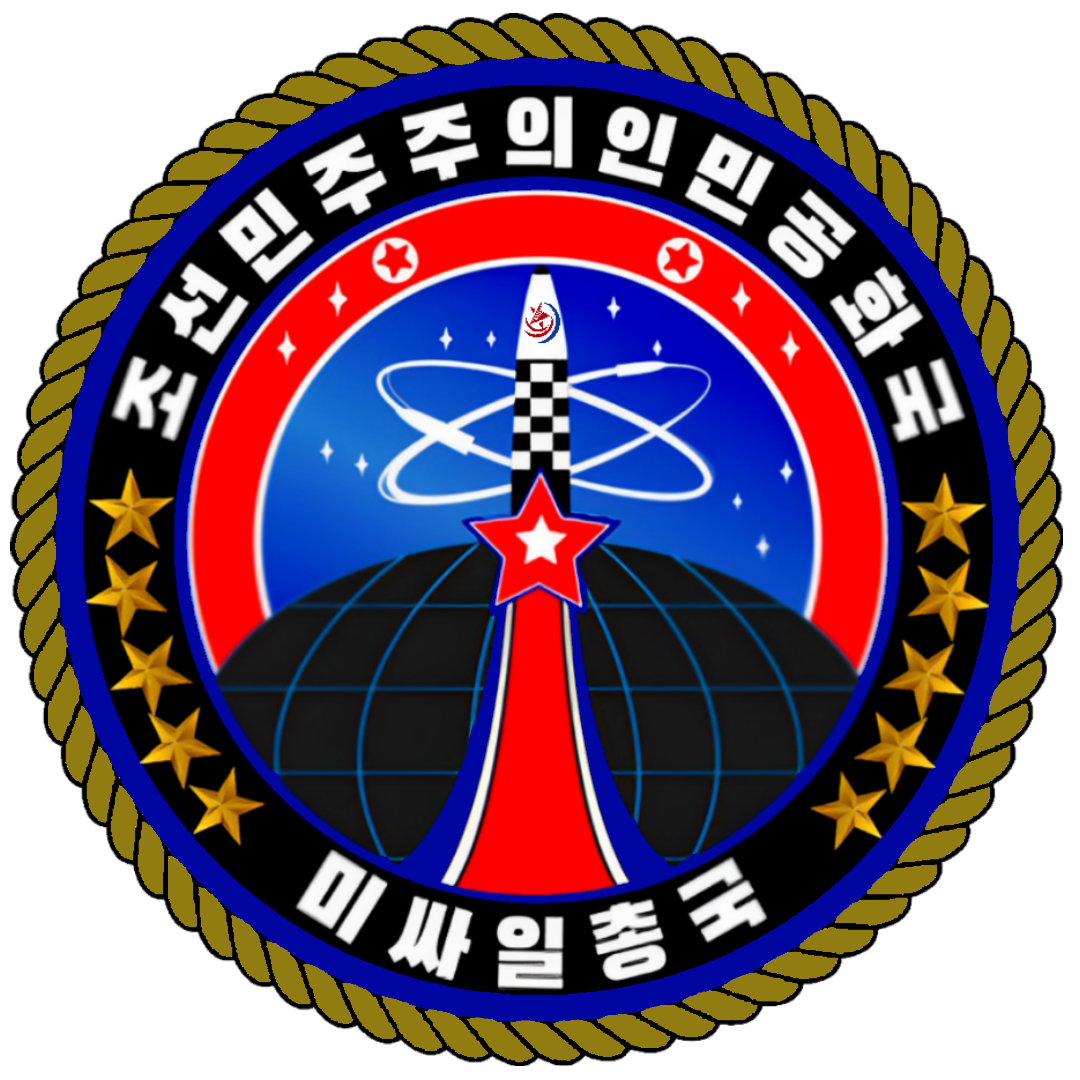
Escarapela de la Oficina General de Misiles

## Miembros principales
En una prueba de lanzamiento desde un silo del misil balístico de corto alcance KN-23 el 19 de marzo de 2023, se supuso que Kim Jong-sik y Jang Chang-ha eran miembros de la nueva agencia.

## Uniforme
En el desfile militar del 75.º aniversario de la fundación del Ejército Popular de Corea se observó a los soldados vestidos con el uniforme y el parche de la Oficina General de Misiles. Los soldados que llevaban MGU estaban de pie junto a los soldados del Ejército Popular de Corea en el transportador-montador-lanzador móvil para KN-23. Al mismo tiempo se observaron también tres banderas diferentes con fondo de color rojo.

Insignia usadas en misiles Hwasong 17

## Pruebas de misiles realizadas por la oficina
- El 19 de febrero de 2023, la Agencia Central de Noticias de Corea (KCNA) anunció que la 1.ª Compañía de Héroes de Bandera Roja afiliada a la Oficina General de Misiles dirigió un simulacro de lanzamiento del Hwasong-17 el día anterior. La compañía tiene una rica experiencia en lanzamientos entre las unidades que operan misiles balísticos intercontinentales descritas por la KCNA en el informe.[6]
- El 9 de marzo de 2023, los soldados de la Oficina General de Misiles realizaron un lanzamiento de salva de 6 modelos desconocidos de misiles balísticos de corto alcance (CRBM).[7] La KCNA declaró al día siguiente que sus lanzamientos de misiles fueron realizados por la 8.ª Compañía de Ataque contra Incendios.[8]
- El 16 de marzo de 2023, la Oficina General de Misiles llevó a cabo un ejercicio con misiles Hwasong-17.[9]
- El 13 de abril de 2023, los soldados de la 2.ª Compañía Bandera Roja afiliada a la Oficina General de Misiles realizaron el primer lanzamiento del Hwasong-18.
- El 13 de julio de 2023, KCNA anunció que la Segunda Compañía Bandera Roja afiliada a la Oficina General de Misiles realizó un segundo lanzamiento de prueba del Hwasong-18 el día anterior.[10]

## Organización
La Oficina General de Misiles que supervisa las pruebas de misiles tiene organizaciones para supervisar cada prueba.
- 1.ª Compañía de Héroes de Bandera Roja
- 2.ª Compañía de Bandera Roja